# كرايغ رولاند
كرايغ رولاند (بالإنجليزية: Craig Rowland) هو لاعب إسكواش أسترالي، ولد في 30 يونيو 1971.

## وصلات خارجية
- كرايغ رولاند على موقع SquashInfo.com (الإنجليزية)
- كرايغ رولاند على موقع اتحاد ألعاب الكومنولث (مؤرشف) (الإنجليزية)